# مارکو دالا کاستا
مارکو دالا کاستا (انگلیسی: Marco Dalla Costa؛ زادهٔ ۲۵ مارس ۱۹۸۸) بازیکن فوتبال اهل ایتالیا است.
از باشگاه‌هایی که در آن بازی کرده‌است می‌توان به باشگاه فوتبال اینتر میلان، البیا کالچو ۱۹۰۵، باشگاه فوتبال ارورا پرو پاتریا ۱۹۱۹، و باشگاه فوتبال نووارا اشاره کرد.
وی همچنین در تیم ملی فوتبال زیر ۱۷ سال ایتالیا بازی کرده‌است.